# 沙夫尼克市鎮
42°57′27″N 19°05′40″E / 42.9576°N 19.0944°E
沙夫尼克市鎮，是蒙特內哥羅的一个市镇，位於該國北部，行政中心为沙夫尼克，面積553平方公里，2011年人口2,070，人口密度每平方公里4人。